# Букув (Любуське воєводство)
Букув (пол. Buków, нім. Buckow) — село в Польщі, у гміні Сулехув Зеленогурського повіту Любуського воєводства.
Населення — 601 особа (2011).
У 1975-1998 роках село належало до Зеленогурського воєводства.

## Демографія
Демографічна структура станом на 31 березня 2011 року:
|          | Загалом | Допрацездатний вік | Працездатний вік | Постпрацездатний вік |
| -------- | ------- | ------------------ | ---------------- | -------------------- |
| Чоловіки | 308     | 77                 | 208              | 23                   |
| Жінки    | 293     | 64                 | 174              | 55                   |
| Разом    | 601     | 141                | 382              | 78                   |